# Tettnang
Tettnang là một thị trấn thuộc huyện Bodensee, bang Baden-Württemberg, Đức.
Nơi đây nằm cách Hồ Constance 7 km. Khu vực này sản xuất số lượng đáng kể Tettnang hop (một thành phần của bia) và vận chuyển chúng đến các nhà máy bia trên khắp thế giới.

## Dân số
| Năm    | 1450  | 1848    | 1960  | 1990   | 2000   | 2005   | 2006   | 2007   | 2009   | 2010   | 2015   | 2020   | 2021   |
| Số dân | ~ 650 | ~ 1,400 | 7,115 | 16,251 | 17,432 | 18,323 | 18,213 | 18,467 | 18,571 | 18,806 | 18,975 | 19,996 | 20,134 |